# Thitz
Thitz (* 30. Dezember 1962 in Frankfurt am Main als Matthias Schemel) ist ein deutscher Künstler.

## Biografie
Thitz studierte in den Jahren von 1983 bis 1989 Malerei bei Professor K. R. H. Sonderborg an der staatlichen Akademie der Bildenden Künste Stuttgart. 1989 bis 1990 folgte ein Aufenthalt an der Facultad de bellas Artes Universidad de Barcelona. Hier lernte er bei Professor Joan Hernández Pijuan. Ein Stipendium des Deutschen Akademischen Austauschdienstes ermöglichte ihm 1990 einen weiteren Studienaufenthalt in Spanien. 1993 arbeitete er mit der Internationalen Gesellschaft der Bildenden Künste in Bonn zusammen. In den folgenden Jahren arbeitete Thitz verstärkt an Projekten zu seiner Tütenkunst, den Tütenprojekten. So realisierte er 1994 in Mexiko das Tütenprojekt Objectivo la luna und arbeitete 1996 und 1997 in Deutschland am Tütenprojekt Kunst-Politik Dialog. Unterstützung erhielt er hier durch das Ministerium für Familie, Weiterbildung und Kunst Baden-Württemberg und das Ministerium für Bildung, Wissenschaft und Kultur Schleswig-Holstein. 1998 heiratete Thitz die Performance- und Videokünstlerin Katharina Trost (DADA) und ihre erste Tochter Lucia wurde geboren. Im gleichen Jahr schloss er sich mit Thomas Baumgärtel und M. S. Bastian zur Künstlergruppe Könige der Herzen zusammen. 2001 berichtete das Flatiron Magazine N. Y. über eine Einzelausstellung des Künstlers im German House in New York City (United Nations Square). 2004 veröffentlichte Thitz das Buch Die Thitz Welt und stellte es zusammen mit seinen Kunstwerken in New York, der Schweiz, Österreich und Shanghai vor. Auch 2006 war ein wichtiges Jahr für Thitz. Nach der Geburt seiner zweiten Tochter Serafina startete eine internationale Ausstellungsreihe mit dem Titel gemalte Städte, zu der auch ein Katalog erschien. Außerdem zeigte die Staatliche Kunsthalle Karlsruhe die Arbeiten des Künstlers in einer Einzelausstellung, zu der auch ein Katalog erschien. Nach einer Ausstellung mit Tütenprojekt im Miami Childrens Museum 2007 folgte die Museumsausstellung Cultural Centre of the City of Athens mit Tütenprojekt und Katalog. 2009 wurde die dritte Tochter, Rubina geboren. 2012 stellte Thitz erneut international aus, dieses Mal im privaten Sammlermuseum Chungdamn Art Center in der Rumian Collection in Seoul, Südkorea. Der Titel dieser Schau war Thitz-Art saves the world.
Im Laufe seines Lebens hat Thitz viele Tütenprojekte auf zahlreichen Reisen realisiert, unter anderem in Marokko, Spanien, Island, Italien, Türkei, Norwegen, Schweden, Ecuador, Indien, Nepal, Guatemala, Südafrika, Mexiko, USA, Vereinigte Arabische Emirate, Tunesien, Griechenland und China. Thitz lebt und arbeitet in der Nähe von Stuttgart und hat ein Atelier in Berlin.

## Werk
Seine Spezialität sind „Tütenbilder“ und „Tütenprojekte“. Diese konzeptuellen Kunstprojekte „Bag Art Projects“ wurden schon in vielen nationalen und internationalen Städten und Museen durchgeführt (z. B. Staatliche Kunsthalle Karlsruhe, Museum Goch, Cultural Center of the City of Athens, Miami Childrens Museum, Alp Galleries New York, Museum Siegen, Museum Waiblingen, uvm.). Dabei wurden die Haushalte der jeweiligen Städte mit Thitz-Tüten beschickt mit der implizierten Frage zum Thema Kunst. Es entstanden temporäre Installationen, welche eine lokale, momentan aber völlig unverfälschte Abbildung des Kunstbegriffes dieser Orte abgeben.

## Stipendien und Preise (Auswahl)
- 1990 Stipendium des Deutschen Akademischen Austauschdienstes DAAD
- 1994 Förderpreis des Verbands bildender Künstler Württemberg VBKW
- 1996 Stipendium des Piramidón Centre d'Art Contemporani in Barcelona

## Einzelausstellungen (Auswahl)
- 2001 Museum Waiblingen (Katalog)
- 2001 German House in New York
- 2002 SWR Heinrich Strobel Haus, Baden-Baden
- 2002 Museum Siegen
- 2002 Alp Galleries, New York
- 2003 Johanniterkirche, Feldkirch (Katalog)
- 2004 Museum Grenchen (Katalog)
- 2005 Villa Claudia, Städtische Galerie Feldkirch (Katalog)
- 2006 Städtische Galerie im Kulturforum, Offenburg
- 2006 Galerie Rothamel, Erfurt
- 2006 Staatliche Kunsthalle, Karlsruhe (Katalog)
- 2007 Miami Children’s Museum
- 2007 Alp Galleries, New York
- 2008 Museum Goch
- 2008 Museum Rottenburg
- 2008 Galerie Rothamel, Frankfurt
- 2008 Cultural Centre of the City of Athens
- 2009 Museu de Arte de Londrina, Brasilien
- 2010 Museum Herakleidon, Athen
- 2010 Münsterlandmuseum Vischering
- 2011 Kulturraum Speyer
- 2011 Kunsthalle, Arnstadt
- 2012 Galerie Mollwo, Basel
- 2012 Chungdamn Art Collection, Seoul
- 2013 Galerie Rothamel, Frankfurt
- 2013 Contemporary Istanbul
- 2013 Daegu Art Fair, Korea
- 2014 Bag 2 Art. Stadtmuseum Erfurt / Galerie Rothamel, Erfurt / Kunstmuseum Solingen
- 2015 Städtische Galerie Kunstverein Villa Streccius Landau Ludwig Dörfler Museum
- 2016 Utopian Civilazations. Galerie Rothamel, Erfurt [6]

## Ausstellungsbeteiligungen (Auswahl)
1986–2000
- Deutsches Museum, München
- Museum Rastatt, Sammlung Westermann
- Museé de Résistance, Tulle
- Pleiades Gallery, New York
- Schock und Schöpfung. Württembergischer Kunstverein, Stuttgart

2001–2014:
- Kunstverein Hamburg
- Kunstverein Peschkenhaus, Moers
- Museum Goch
- Identity and otherness. Kunstgebäude Stuttgart Landesausstellung
- ART CARGO. international exhibition, Athens
- Tütenaktion zur Triennale. Museum Grenchen, Schweiz
- Museum Chelsea, New York
- Könige der Herzen. Museum Goch (Katalog)[7]

## Sammlungen (Auswahl)
- Museum of Photography, Seoul (Korea)
- Anhaltische Gemäldegalerie Museum, Dessau
- Museum Herakleidon, Athens (Griechenland)
- Miami Children’s Museum, Miami (USA)
- Museu de Arte de Londrina (Brasilien)
- Sammlung Dr. h. c. August Oetker, Bielefeld
- Museum, Sammlung Frieder Burda, Baden-Baden
- Museum, Sammlung Museum Würth, Künzelsau
- Sammlung der Bundeskanzlerin Angela Merkel, Berlin
- Museum Goch
- Museum Siegerlandmuseum Siegen
- Museum im Ritterhaus, Offenburg
- Museum Waiblingen
- Chungdam Art Center, Seoul (Korea)
- Museo novella de Arte Contemporaneo, Garraf (Spanien)
- Museum Kunsthaus Grenchen (Schweiz)
- Klingspor Museum, Offenbach
- Museum Rastatt, Sammlung Westermann
- Cultural Centre of the City of Athens (Griechenland)
- Städtische Galerie und Kunstverein Villa Streccius, Landau
- Kunsthalle Neuffer am Park, Pirmasens
- City of Athens (Griechenland)
- Kunstsammlung des Landtags, Stuttgart
- Sammlung Secorvo, Karlsruhe
- Sammlung CF Budenheim, (Deutschland, Mexico, Spanien)
- Sammlung Mercedes-Benz (Deutschland, Europa, USA)
- Sammlung Deutsche Bank, Frankfurt a.M, Berlin
- Sammlung Altana Pharma
- Sammlung LMT Inc. Headquarters, Detroit (USA)
- Sammlung Bankhaus Ellwanger & Geiger, Stuttgart
- Collection Young Bai Suh, Seoul (Korea)
- Collection of Art, Gurneys Inn, Montauk N.Y. (USA)[8]